# 국가유공자
국가유공자(國家有功者)는 국가유공자 등 예우 및 지원에 관한 법률에 의거하여 대한민국 국가보훈부에서 관리하는 인원으로 순직 공무원, 애국지사, 상이 및 전상 군경 등 국가를 위하여 희생하였거나 공헌한 자를 말한다.

## 개념
순국선열, 애국지사, 전몰군경, 전상군경, 순직군경, 공상군경, 무공·보국수훈자(保國受勳者), 6·25전쟁 참전 재일학도의용군인, 4·19혁명 사망자, 4·19혁명 상이자, 순직공무원, 공상공무원, 국가사회발전 특별공로순직자, 국가사회발전 특별공로상이자, 국가사회발전 특별공로자 에 관한 국가유공자 등 예우 및 지원에 관한 법률(약칭: 국가유공자법)의 제1조 목적에서 국가를 위하여 희생하거나 공헌한 자를 국가유공자라 칭하고 있다. 국가유공자는 국가를 위하여 공헌하였거나 희생된 사람으로서 법률이 그 적용대상자로서 규정한 자 등이 있다.